# Ercole Varzi
Ercole Angelo Varzi (Galliate, 16 giugno 1866 – Novara, 28 ottobre 1943) è stato un imprenditore e politico italiano.

## Biografia
Nel 1885, a soli diciannove anni, fonda a Romentino un piccolo stabilimento per la filatura del cotone. Ventidue anni dopo all'attività della filatura affianca quella della tessitura con un impianto dotato di 200 telai ubicato a Trecate, aperto contestualmente alla fondazione assieme a Paolo Rossari della Società anonima manifattura Rossari e Varzi, la cui sede legale è fissata a Galliate e della quale mantiene la carica di direttore generale fino alla morte. Nel 1913 viene eletto per la prima volta deputato nel collegio di Oleggio, mantenendo la carica per la XXIV legislatura nel gruppo liberale. Dopo l'adesione al fascismo torna alla Camera del Regno nel 1929, due anni dopo la nomina a Podestà di Galliate, eletto nella XXVIII e XXIX legislatura. Durante i due mandati parlamentari partecipa alle discussioni e alle votazioni che portano alla costituzione delle corporazioni e all'istituzione della Camera dei fasci e delle corporazioni. Viene nominato senatore a vita nel 1939 come deputato dopo tre legislature.